# Olenegorsk (Oblast' di Murmansk)
Olenegorsk è una cittadina della Russia europea settentrionale (oblast' di Murmansk), situata nella penisola di Kola, 112 km a sud del capoluogo Murmansk.
Cittadina mineraria fondata nel 1916 con il nome di Olen'ja (russo Оленья), Olenegorsk basa la sua economia sull'estrazione e la lavorazione di minerali di ferro; lo status di città, unitamente all'assegnazione dell'attuale nome, risale al 1957.

## Società

### Evoluzione demografica
Fonte: mojgorod.ru
| Anno | Popolazione |
| ---- | ----------- |
| 1959 | 12.100      |
| 1970 | 21.500      |
| 1979 | 27.400      |
| 1989 | 35.600      |
| 2002 | 25.166      |
| 2007 | 23.100      |
| 2017 | 21.039      |